# Туризам у Реиниону
Туризам је важан део економије Реиниона, острва и француска прекоморске територије у Индијском океану. Упркос бројним туристичким средствима, туристичке атракције острва нису добро познате.

## Историја

### Откриће острва
Острво је насељено од 17. века. Први Европљани који су стигли до острва били су Португалци 1635. Острво су затекли ненасељено и назвали га Санта Аполонија. Французи су 1642. овде населили групу побуњених морнара. Тада је острво добило име острво Бурбона (Île Bourbon). Данашње име острву је дала француска револуционарна власт 1793. Реинион (француски: сусрет) је одабран у знак сећања на сусрет марсељских и париских револуционара 10. августа 1792. године. Ово име је коначно потврђено 1848. Од 17. до 19. века, на острво су се населили: Французи, Африканци, Кинези, Малајци и Индијци. Реинион је добио на значају отварањем Суецког канала 1862. Железничка пруга која повезује Сент Дени и Сен Пјер направљена је 1882. године. Успон термализма на острву десио се у 19. веку и добио прве туристе у бањама на острву.
До прве половине 20. века економија Реиниона зависила је од узгоја и трговине шећерне трске. Реинион је постао француска прекоморска територија 1946. године.

### Од француске прекоморске територије додеведесетих година
Повећан је контакт и сарадња са Француском, са доласком функционера у Реинион и многим локалним становништвом који су се преселили на копно да траже посао. До краја Другог светског рата, летови су се одвијали између Француске и Реиниона свака три дана.
Године 1963. Реинион је примио 3000 посетилаца који су боравили у четири хотела. Упркос овим променама, острво је ипак остало мање популарна туристичка дестинација и примило мање туристо од осталих прекоморских територија. Туризам је развијен током деведесетих година 20. века и постао један од важних економских ресурса острва.

### Највећи туристички развој 1990—2004
Развој туризма у Реиниону био почео је да се масовно развија почетком деведесетих година 20. века. Други аеродром Пиерфондс који се налази у близини Сен Пјера отворен је 1998. године. У јануару исте године Власти Реиниона нагласиле су да је општа јавност и даље осетљива и неповерљива према развоју новог сектора односно туризма, иако се на острву отприло много нових радних места. Туризам је довео 370.000 нових посетилаца након тога, а остварен је промет од 1,7 милиона франака.
Током 2000. године промет од туризма превазишао је локалну индустрију шећера. Власти су се суочиле са новим проблемима: управљање земљиштем и ефектима туризма на локалну културу.
Након масовног развоја туризма и све већег интересовања страних туриста за долазак на оство, петнаест села је покушало да истакне своју индивидуалност. Туристичке агенције из сваког нудиле су разнолике садржаје.
Након 10 година труда, Реинион је 2002. године имао 426.000 туриста и постао пета најпопуларнија дестинација за туристе из Француске. Ипак предели острва се нису једнако развијали, туризам је највише био разрађен на северу острву и плажама запада. Њихов успех подстакао је и друге општине које су више биле усресређене на друге активности, да започну иницијативе за привлачење туриста. Влада Француске је такође помогла и подржавла прекоморски туризам, покретањем кампање 2003. године под називом Француска три океана. Отворена је нова авиокомпанија Еир Боурбон, која је делимично финансирана капиталом Реиниона.
Рекреативни туризам такође је почео да се развија на острву, изградњом рекреативних подручја, планинских стаза и излетишта. Међутим превеликим изградњама оштећена је природа и много биљне и животињске врсте постале су угрожене у овим пределима. Влада Реининона објавила је податак да је острво 2004. године посетили 430.000 туриста, а је исте године отворено 6000 нових радних места у сектору туризма., Такође, 2004. године радило се на промоцији геј туризма. Отворене су веб-странице да би се повећао онлајн туристички маркетинг.
У јануару 2005. године одговорност за туризам пренета је у сам регион. У марту те године, Савет је предложио амбициозни циљ премашивања милион туриста у 2020. години. Предложили су низ мјера, нарочито прилагођавање смештаја за особе са инвалидитетом и старијим туристима. У октобру 2005. године Реинион је био шести најпопуларнији дипартмент, а склопљен је и уговор са острвом Маурицијус, како би промовисали Маскаренска острва као туристичку дестинацију.

### Пад туризма 2005—2006
Прва индикација кризе појавила се 2005. када су бројеви почели да показују пад туристичког сектора. Према подацима Инсе, пад је био изузетно велики. Криза је била глобална и утицала је и на друге француске департмане у иностранству, али је Реинион је то приписао пропусту у маркетингу. Серија лоших туристичких потеза се наставила, крајем 2004. године Еир Бурбон је престао са радом, што је оставило 7000 туриста на острву неко време, који нису успели да добију повраћај новца за карте. · 
У августу 2005. године Брижит Бардо писала је водећим љу дима Реиниона да користе псе као мамац за туристе, што је у доспело у медије и смањило број туриста на острву. Такођgе, епидемија вируса чикунгуна која је започека крајем 2005. године доста се проширила на острву у јануару 2006. године, па је то био још један разлог што није било великих посета острву.
Сви ови разлози одвратили су туристе да посете острво, приходи туризма су пали за 27%, као и запосленост. Поред негативне слике које је острво претрпело у медијима, писано је и у томе да су чести напади ајкула и повезивање са вирусом сарса, који је наводно био расптростањен на острву.
Верујући да је криза пролазна, поновно је покренута туристичка кампања, а три месеца касније на острво је стигао велики број туриста. План за поновно покретање туризма објављен је у септембру 2005. године, а ова кампања покренута је из градски већа у Паризу. Надали су се да ће овај план поново привући туристе на острво, а додељен је и буџет од 800.000 евра како би се туризам што боље промовисао.

### Раст броја туриста од 2014. године
Године 2014. острво је посетило 405.700 страних туриста, који су углавном долазили из Француске, њих 78% од укупног броја. Исте годиен број туриста из остатка Европе порастао је на 32.400 што је било повећање за 49%. Највише је било немачких, швајцарских и белгијских посетилаца који су инили 77% туриста из остатка Европе, изузев француских туриста. По први пут, број посетилаца из Немачке био је већи од 10.000 на острву.

## Број туриста
Туризам данас ствара највеће доприносе у Реиниону од свих других делатности. Годне 2014. острво је посетили 405.700 страних туристима. Упркос развоју и раду на побољшању туризма, он још увек није у потпуности развијен на острву. Реинион има импресивне природне карактеристике, али ове природне туристичке атракције нису познате широј јавности. У циљу јачања туристичке индустрије, власти у Реиниону снажно промовишу земљу у Француској и на путним и туристичким конференцијама широм света, а диверсификација туристичке индустрије Реиниона је висок приоритет. Туристичка индустрија промовише окружење острва и подстиче активности на отвореном, као и екотуризам. Туристичка сезона на острву траје од краја јуна до почетка септембра, а нешто мање туриста посетио стрво у периоду од октобра до почетка јануара.
Године 2011. 424.000 туриста посетили је Реинион, а остварен је приход од 271,5 милиона евра. Број туриста се смањио 2004. године због високе цене летова до острва и конкуренција као што су Сејшели и Маурицијус.
Епидемију чикунгуне пријавили су француски медији, што је довело до тога да много мање људи посети Реинион. Туристичке резервације смањиле су се за више од 60% током 2006. и почетком 2007. године. Једна трећина популација острва је била заражена вирусом до 2007. године. Велики напори уложени су у запрашивање комараца како би се вирус искоренио, а временом туристичка индустија почела је да се опоравља. 

## Туристичке атракције
Туристичке атракције Реиниона нису довољно познате широј јавности, а укључују импревисне пејзаже. Топографија острва је планинска, а неке од њих су и до 3000 м висине, а налазе се у близини обала. Острво има велики број природних туристичких атракција, укључујући Питон де Неж, један од најактивнијих вулкана на свету. Калдере Цилаоса, Мафатеа и Салазеа такође привлаче туристе.
Главни град Сент Дени такође посећују туристи, а велика атракција су његове лагуне. У граду постоји француски споменик из 18. века, а такође град прави фестивале који се одржавају током читаве године.